# Goephanes albosticticus
Goephanes albosticticus är en skalbaggsart. Goephanes albosticticus ingår i släktet Goephanes och familjen långhorningar.

## Underarter
Arten delas in i följande underarter:
- G. a. albosticticus
- G. a. partefuscipennis